# Satisfied
Satisfied – album wokalistki i autorki tekstów Taylor Dayne wydany w 2008 roku. Album był promowany przez singel „Beautiful”, który uplasował się na 1. miejscu listy przebojów Billboard Hot Dance Charts w maju 2008. Utwór „Crash” został użyty w reklamie telewizji ABC. Utwór „My Heart Can’t Change” został zapowiedziony jako drugi singel z płyty.

## Spis utworów
1. „Beautiful” (Taylor Dayne, Helgi M. Hubner) – 3:50
2. „I’m Over My Head” (Josh Alexander, Billy Steinberg) – 3:15
3. „My Heart Can’t Change” (Gregg Alexander, Rick Nowels) – 3:45
4. „She Don’t Love You” (Teron Breal, Peter Wade Keusch, Jayms Madison) – 4:06
5. „Under the Bridge” (Flea, John Frusciante, Anthony Kiedis, Chad Smith) – 4:03
6. „Satisfied” (Mike Mondesir, Andrew Lewis Taylor) – 4:19
7. „Dedicated” (John Graham Hill, Keusch, Stephanie McKay) – 3:51
8. „Kissing You” (Tim Atack, Des’ree) – 4:09
9. „Crash” (Jack David Elliot, Janice Robinson) – 4:33
10. „The Fall” (Keith Brown, Dayne, Margie Hauser) – 3:42
11. „Love Chain” (Brown, Dayne, Sebastian Nylund) – 3:52
12. „Fool to Cry” (Mick Jagger, Keith Richards) – 3:33
13. „Hymn” (Dayne, Luigie Gonzales) – 3:10